# Kulina (gmina Vlasenica)
Kulina (cyr. Кулина) – wieś w Bośni i Hercegowinie, w Republice Serbskiej, w gminie Vlasenica. W 2013 roku liczyła 83 mieszkańców.